# Popelník

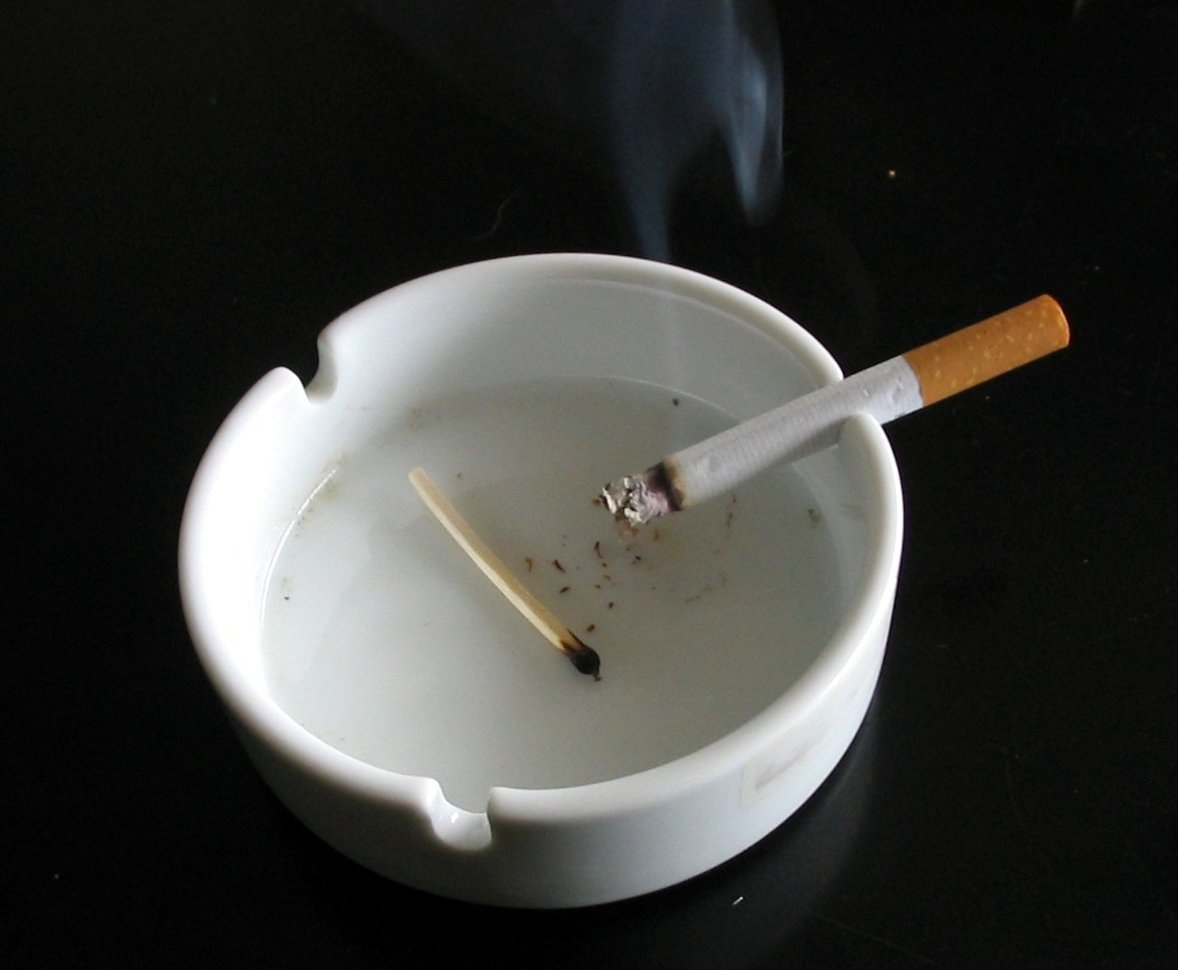
Popelník s hořící cigaretou

Popelník je nádoba, která je určena k hromadění popela, ať už z cigaret a doutníků či jejich částí po dokouření, anebo popela jako zbytku spalování pevných paliv.
Popelník jako pomůcka kuřáků je nejčastěji kruhové tvaru s plochým dnem, kterým se pokládá na stůl či jiný podklad. Na obrubě bývá udělané zoubkování a nebo zářezy, které umožňují odložení a udržení cigarety. U některých popelníků bývá uprostřed vyvýšené místo, které slouží k típání cigaret.
Tyto popelníky často slouží jako reklamní plocha, kdy je reklama umístěna na vnější straně. V jiných případech je dekoračním prvkem s jistými uměleckými motivy. Dříve se vyráběly i uzavíratelné popelníky, které ale v současnosti nejsou zcela běžné. Pro jejich výrobu se používá celá řada materiálů, které jsou většinou nehořlavé a nevodivé. Jedná se například o sklo, keramiku, či porcelán. Tyto materiály také umožňují jeho snadné udržování v čistotě pomocí vody.
V pohostinství je časté, že se popelník vysypává a nebo se vyměňuje za nový, pokud je plný a k jeho vyčištění dochází v zázemí. Považuje se za neslušné do popelníku vyhazovat žvýkačky, papírové kapesníky, či odpad jiného původu než cigaretového.
Občas se popelníky vyskytují také ve venkovních prostorách, kdy jsou umístěny na noze a jsou ve výšce přibližně jednoho metru umožňující snadné uhasnutí cigarety a odhození nedopalku. Podobnou funkcí jsou vybaveny i některé odpadkové koše.
Dříve se malé, výklopné popelníčky vyskytovaly v opěrkách sedadel ve vlacích.

## Galerie

Venkovní popelník
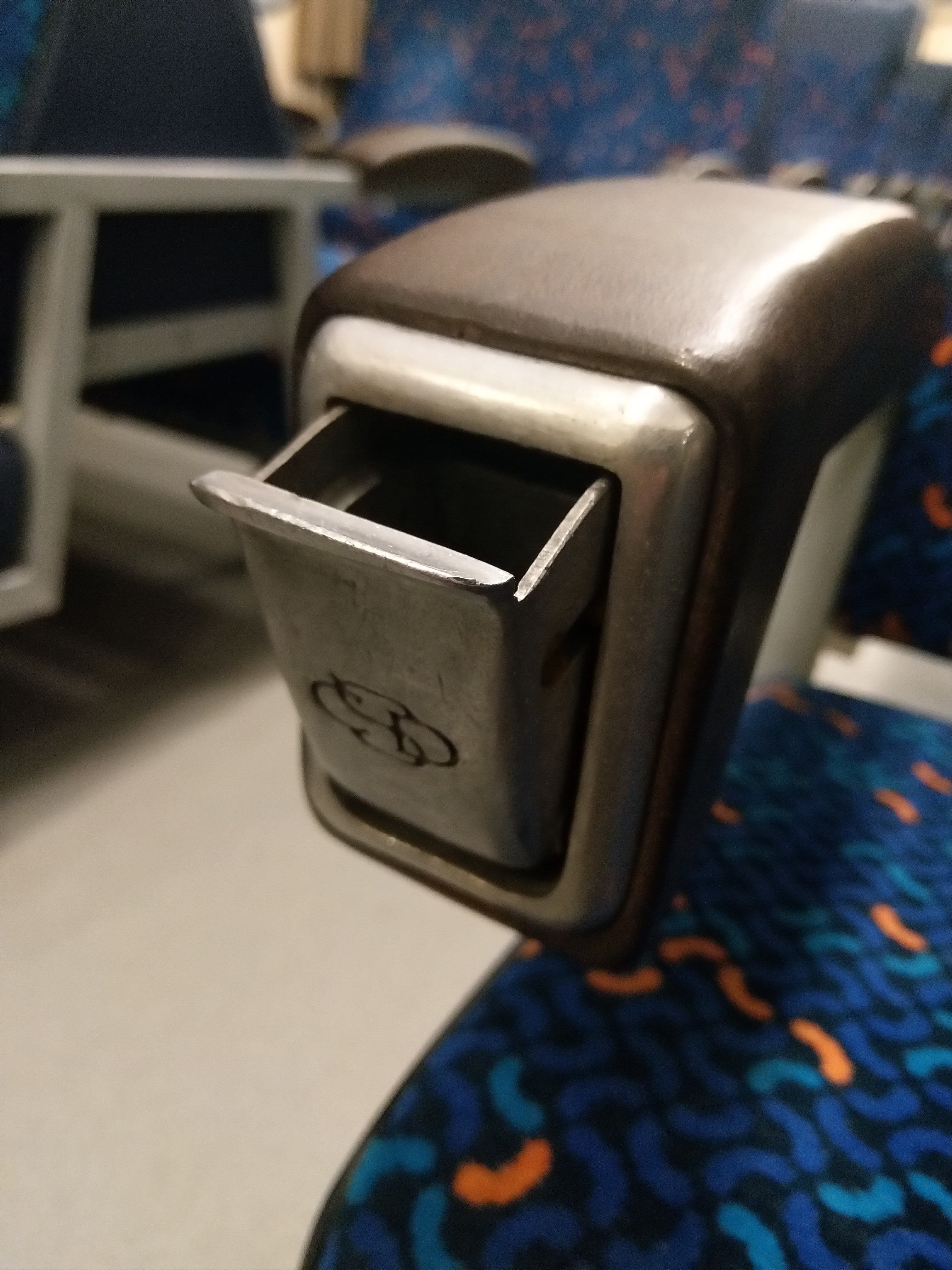
Popelníček v opěrce sedadla ve vlaku